# أني غابارين
أني غابارين (بالإسبانية: Ane Gabarain)‏ هي ممثلة إسبانية، ولدت يوم 2 يونيو 1963 في سان سيباستيان في إسبانيا.

## روابط خارجية
- أني غابارين على موقع IMDb (الإنجليزية)
- أني غابارين على موقع ميتاكريتيك (الإنجليزية)
- أني غابارين على موقع روتن توميتوز (الإنجليزية)
- أني غابارين على موقع قاعدة بيانات الأفلام العربية
- أني غابارين على موقع ألو سيني (الفرنسية)
- أني غابارين على موقع تيرنر كلاسيك موفيز (الإنجليزية)
- أني غابارين على موقع قاعدة بيانات الفيلم (الإنجليزية)